# Кососимметрическая функция
Кососимметрическая (или знакопеременная) функция — функция от нескольких переменных, не меняющаяся при чётных перестановках аргументов и меняющая знак при нечётных перестановках.
Например, следующие функции являются кососимметрическими, так как они меняют значения на противоположные при замене {\displaystyle x} на {\displaystyle y} и наоборот: {\displaystyle y-x,} {\displaystyle y^{3}-x^{3},} и т. п. Если {\displaystyle f(x,y)} есть симметрическая функция переменных {\displaystyle x} и {\displaystyle y}, то
{\displaystyle \varphi (x,y)=(y-x)f(x,y)}
будет уже кососимметрической функцией.
Общее выражение для кососимметрической функции трёх переменных будет
{\displaystyle \phi (x,y,z)=(y-x)(z-y)(x-z)f(x,y,z)}
где {\displaystyle f(x,y,z)} представляет симметрическую функцию переменных {\displaystyle x,y,z}. Кососимметрическая функция используется в алгебре при решении уравнений первой степени со многими неизвестными; определитель матрицы есть кососимметрическая функция её строк.